# Manuel Fernández (entrenador)
Manuel Fernández (San Carlos de Bolívar, Provincia de Buenos Aires; 31 de octubre de 1983) es un exfutbolista y actual entrenador argentino. Actualmente es segundo entrenador en Tigres de la UANL de la Liga MX.
Como jugador era volante y debió retirarse con tan sólo 25 años por una lesión que sufrió en España jugando para el Redován en 2008.

## Trayectoria

### Como futbolista
Comenzó jugando en su ciudad, San Carlos de Bolívar, en el Club Atlético Empleados de Comercio. Tiempo después, viajó hacia Morón, donde estuvo un año en Deportivo Morón, pero no debutó profesionalmente.
Su debut fue con Barracas Bolívar en la Primera D. El periodista Enrique Sacco, junto a su grupo inversor, decidieron trasladar al histórico club porteño, Sportivo Barracas, a Bolívar (lugar de nacimiento de Sacco), modificando el nombre del club y su camiseta. Consiguió ser campeón en la temporada 2003-04 con el nuevo equipo, y peleó por el ascenso a la Primera B.
Siguió su carrera en San Telmo, Deportivo Riestra y regresó a Barracas Bolívar en 2006. Al año siguiente, aterrizó en suelo europeo para desembarcar en el Redován de España. Allí sufrió una lesión que lo obligaría a retirarse del fútbol.

### Como entrenador

#### Inicios
Sus comienzos en la dirección técnica comenzaron en Tigre, donde fue parte de la coordinación de inferiores del club. Allí estuvo 4 años, hasta que viajó hacia el Norte argentino para coordinar las inferiores del Club Atlético Central Norte de Salta, aunque su experiencia solo duró 6 meses.
También fue director técnico en las divisiones inferiores de Racing Club, ayudante de campo de Martín Palermo en Unión Española de Chile y técnico de la reserva de Defensa y Justicia. 

#### Interinato en Defensa y Justicia
Tras la renuncia de Nelson Vivas como técnico de Defensa y Justicia, dirigió el partido por la quinta fecha del torneo, en lo que fue empate por 0-0 ante Huracán. Ya en la siguiente jornada, Juan Pablo Vojvoda se hizo cargo del plantel profesional.

#### Etapas en Sport Boys
Su primer experiencia como director técnico llegó en 2018 tras la renuncia de Wilmar Valencia en Sport Boys. El debut ocurrió el 17 de septiembre, en el empate 0-0 frente a Deportivo Municipal. Su estadía duró apenas 10 partidos, con 3 victorias, 3 empates y 4 derrotas, dejando al equipo involucrado en la lucha por el descenso. Fue reemplazado por el entrenador peruano Jesús Álvarez.
Al año siguiente, volvió a dirigir al Sport Boys. Nuevamente, un 0-0 fue el debut en su segunda etapa al frente del club. Dirigió 13 encuentros, de los cuales ganó 2, empató 5 y perdió 6. Su renuncia llegó 3 meses después de su contratación, tras el empate sin goles contra Comerciantes Unidos, de la Liga 2.

#### Agropecuario
Tras la salida de Felipe De la Riva del banco de Agropecuario, se convirtió, en 2019, en el director técnico del club de Carlos Casares. El Sojero se encontraba en la posición 14 de la zona A de la Primera Nacional, y en su debut como entrenador en el fútbol argentino, Agropecuario ganó, como visitante, 1-3 a Nueva Chicago. Durante la temporada 2019-20, el fútbol argentino debió suspenderse por la pandemia de COVID-19 en Argentina. Esta corta etapa contó con 5 victorias, un empate y 2 derrotas luego de la asunción de Fernández.
La vuelta del fútbol no fue la esperada para Agropecuario, ya que debutaron en el torneo de transición 2020 con una derrota por 3-1 contra Estudiantes. Supieron recuperarse del debut, ganando 3 partidos consecutivos ante Temperley, Atlanta y Deportivo Morón. Sin embargo, un empate frente a Platense y dos derrotas contra Ferro Carril Oeste y Estudiantes de Río Cuarto (por 4-0) generaron que el club fundado en 2011 deba disputar la clasificación por el segundo ascenso desde la primera ronda. En dicha eliminatoria, fueron derrotados por 1-0 a manos de Quilmes. A fines de la temporada 2021, presentó su renuncia al cargo, aduciendo el fin de un ciclo.

#### Ferro Carril Oeste
Tras la renuncia de Favio Orsi y Sergio Gómez a la banca de Ferro, en diciembre de 2021 es anunciado como nuevo entrenador para la temporada 2022. Luego de debutar con una victoria, tras 3 empates y 3 derrotas es anunciada su desvinculación en marzo de 2022.

#### Alvarado
Tras la renuncia de Walter Coyette al banco de Alvarado, es anunciado Fernandez en su reemplazo, con el objetivo de ingresar al reducido para el ascenso. Luego de una racha de 5 partidos sin obtener victorias y cercano a la zona de descenso, en julio de 2022 es desvinculado del conjunto marplatense.

#### Audax Italiano
En noviembre de 2022, es anunciado como nuevo entrenador de Audax Italiano de la Primera División chilena, en reemplazo de Juan José Ribera. Pese a lograr clasificar a fase de grupos de la Copa Sudamericana 2023 eliminando a Universidad Católica, una pésima campaña en el campeonato de Primera División tuvo como conclusión que el 17 de abril de 2023, en la fecha 10 del campeonato, tras una derrota ante Universidad de Chile y quedar en puestos de descenso en la tabla del campeonato, es despedido de su cargo.

#### Ciudad de Bolívar
En junio de 2023 se anuncia su contratación por Ciudad de Bolívar del Torneo Federal A argentino. Tras sólo 16 partidos, el 14 de octubre es anunciada su desvinculación del banco de Ciudad de Bolívar.

#### Unión La Calera
El 5 de enero de 2024 es anunciado su regreso al fútbol chileno, esta vez para dirigir a Unión La Calera de la Primera División. Logró la clasificación a fase de grupos de la Copa Sudamericana 2024 derrotando a Everton, pero en el torneo de Primera División sólo logró 2 triunfos en 13 fechas. Aun así, ha sido protagonista de diferentes hechos: 
- El 30 de marzo de 2024, en el partido ante Deportes Copiapó confundió a dos jugadores en la plantilla, inscribiendo a Matías Ortiz Muñoz en lugar de Matías Muñoz Sevilla.[31] El club fue multado con 500 UF.[32]
- En el partido válido por la 7° fecha del torneo local, fue expulsado en la derrota como local ante O'Higgins por 2:3, luego de un entrevero con Moisés González al tratar de evitar que este último jugase un saque lateral, además de darle pechazos al jugador celeste,[33] debiendo ser controlado por su jugador Luciano Aued. Al ser expulsado, fue despedido con cánticos de la barra calerana exigiendo su salida del banco.[34]
- Luego de la derrota como local el 10 de abril ante Universidad Católica (Ecuador) por Copa Sudamericana, declaró que el partido "es un paso adelante".[35]
- Debido a la expulsión anterior, Fernández no se sentó en la banca en el empate ante Audax Italiano el 14 de abril. En el informe arbitral, se consigno el uso de un elemento computacional en la banca calerana, presuntamente utilizado para comunicarse con el entrenador que se encontraba en una cabina del estadio, lo cual se encuentra prohibido por el reglamento, arriesgando perder el punto obtenido en cancha.[36] El 2 de mayo, el Tribunal de Disciplina de la ANFP castigo al equipo calerano con la pérdida del punto por desacato y suspensión de Fernández por 4 partidos.[37] Dicha medida fue revertida en agosto por el Tribunal de Arbitraje Deportivo.[38]

El 27 de mayo de 2024, con el equipo como colista absoluto, es anunciado su despido del equipo calerano.

#### Chacarita Juniors
El 30 de julio de 2024 es anunciado como el nuevo entrenador de Chacarita Juniors de la Primera Nacional de Argentina. Tuvo una campaña cercana a puestos de descenso, y con rumores de renuncia al cargo debido a los malos resultados. Luego de 3 meses y medio, al fin del torneo de Primera Nacional y con el equipo funebrero salvado del descenso, el 7 de noviembre de 2024 se anuncia el fin de su contrato por mutuo acuerdo.

#### Asistente en Tigres
Tras el anuncio de Guido Pizarro como nuevo entrenador de Tigres de la UANL, fue anunciado como asistente del entrenador en marzo de 2025.

## Clubes y estadísticas

### Como jugador
| Club                      | País      | Año       | Partidos | Goles | Media goleadora |
| ------------------------- | --------- | --------- | -------- | ----- | --------------- |
| Empleados de Comercio (B) | Argentina | 2002-2003 | ?        | ?     | ?               |
| Barracas Bolívar          | Argentina | 2003-2004 | 8        | 0     | 0               |
| San Telmo                 | Argentina | 2005      | 1        | 0     | 0               |
| Deportivo Riestra         | Argentina | 2005      | 4        | 1     | 0.25            |
| Sportivo Barracas         | Argentina | 2006-2007 | 31       | 1     | 0.03            |
| Redován                   | España    | 2007-2008 | ?        | ?     | ?               |
| Total                     | Total     | Total     | 44       | 2     | 0.05            |

### Como entrenador alterno
| Club              | País   | Año       | Entrenador Titular |
| ----------------- | ------ | --------- | ------------------ |
| Unión Española    | Chile  | 2016-2018 | Martín Palermo     |
| Tigres de la UANL | México | 2025-Act. | Guido Pizarro      |

### Como entrenador
| Defensa y Justicia Argentina | 1.ª                 | 2017-18             | 1   | 0  | 1  | 0  | - | - | - | - | - | - | - | - | - | - | - | - | 1   | 0  | 1  | 0  | 33.33% | 0   | 0   | 0   |
| Defensa y Justicia Argentina | Total               | Total               | 1   | 0  | 1  | 0  | - | - | - | - | - | - | - | - | - | - | - | - | 1   | 0  | 1  | 0  | 33.33% | 0   | 0   | 0   |
| Sport Boys · Perú            | 1.ª                 | 2018                | 10  | 3  | 3  | 4  | - | - | - | - | - | - | - | - | - | - | - | - | 10  | 3  | 3  | 4  | 40%    | 13  | 12  | +1  |
| Sport Boys · Perú            | 1.ª                 | 2019                | 12  | 2  | 4  | 6  | 1 | 0 | 1 | 0 | - | - | - | - | - | - | - | - | 13  | 2  | 5  | 6  | 28.2%  | 9   | 19  | -10 |
| Sport Boys · Perú            | Total               | Total               | 22  | 5  | 7  | 10 | 1 | 0 | 1 | 0 | - | - | - | - | - | - | - | - | 23  | 5  | 8  | 10 | 33.33% | 22  | 31  | -9  |
| Agropecuario Argentina       | 2.ª                 | 2019-20             | 12  | 6  | 3  | 3  | - | - | - | - | - | - | - | - | - | - | - | - | 12  | 6  | 3  | 3  | 58.33% | 19  | 11  | +8  |
| Agropecuario Argentina       | 2.ª                 | 2020                | 8   | 3  | 1  | 4  | - | - | - | - | - | - | - | - | - | - | - | - | 8   | 3  | 1  | 4  | 41.67% | 7   | 12  | -5  |
| Agropecuario Argentina       | 2.ª                 | 2021                | 32  | 15 | 8  | 9  | - | - | - | - | - | - | - | - | - | - | - | - | 32  | 15 | 8  | 9  | 55.21% | 36  | 26  | +10 |
| Agropecuario Argentina       | Total               | Total               | 52  | 24 | 12 | 16 | - | - | - | - | - | - | - | - | - | - | - | - | 52  | 24 | 12 | 16 | 53.84% | 62  | 49  | +13 |
| Ferro Carril Oeste Argentina | 2.ª                 | 2022                | 7   | 1  | 3  | 3  | - | - | - | - | - | - | - | - | - | - | - | - | 7   | 1  | 3  | 3  | 28.58% | 6   | 7   | -1  |
| Ferro Carril Oeste Argentina | Total               | Total               | 7   | 1  | 3  | 3  | - | - | - | - | - | - | - | - | - | - | - | - | 7   | 1  | 3  | 3  | 28.58% | 6   | 7   | -1  |
| Alvarado Argentina           | 2.ª                 | 2022                | 15  | 4  | 3  | 8  | - | - | - | - | - | - | - | - | - | - | - | - | 15  | 4  | 3  | 8  | 33.34% | 13  | 24  | -11 |
| Alvarado Argentina           | Total               | Total               | 15  | 4  | 3  | 8  | - | - | - | - | - | - | - | - | - | - | - | - | 15  | 4  | 3  | 8  | 33.34% | 13  | 24  | -11 |
| Audax Italiano · Chile       | 1.ª                 | 2023                | 10  | 1  | 4  | 5  | 1 | 1 | 0 | 0 | 2 | 1 | 0 | 1 | - | - | - | - | 13  | 3  | 4  | 6  | 33.34% | 18  | 21  | -3  |
| Audax Italiano · Chile       | Total               | Total               | 10  | 1  | 4  | 5  | 1 | 1 | 0 | 0 | 2 | 1 | 0 | 1 | - | - | - | - | 13  | 3  | 4  | 6  | 33.34% | 18  | 21  | -3  |
| Ciudad de Bolívar Argentina  | 3.ª                 | 2023                | 16  | 7  | 3  | 6  | - | - | - | - | - | - | - | - | - | - | - | - | 16  | 7  | 3  | 6  | 50%    | 19  | 14  | +5  |
| Ciudad de Bolívar Argentina  | Total               | Total               | 16  | 7  | 3  | 6  | - | - | - | - | - | - | - | - | - | - | - | - | 16  | 7  | 3  | 6  | 50%    | 19  | 14  | +5  |
| Unión La Calera · Chile      | 1.ª                 | 2024                | 13  | 2  | 3  | 8  | 0 | 0 | 0 | 0 | 6 | 2 | 1 | 3 | - | - | - | - | 19  | 4  | 4  | 11 | 28.07% | 13  | 28  | -15 |
| Unión La Calera · Chile      | Total               | Total               | 13  | 2  | 3  | 8  | 0 | 0 | 0 | 0 | 6 | 2 | 1 | 3 | - | - | - | - | 19  | 4  | 4  | 11 | 28.07% | 13  | 28  | -15 |
| Chacarita Juniors Argentina  | 2.ª                 | 2024                | 14  | 3  | 6  | 5  | - | - | - | - | - | - | - | - | - | - | - | - | 14  | 3  | 6  | 5  | 35.72% | 9   | 15  | -6  |
| Chacarita Juniors Argentina  | Total               | Total               | 14  | 3  | 6  | 5  | - | - | - | - | - | - | - | - | - | - | - | - | 14  | 3  | 6  | 5  | 35.72% | 9   | 15  | -6  |
| Total en su carrera          | Total en su carrera | Total en su carrera | 150 | 47 | 42 | 61 | 2 | 1 | 0 | 1 | 8 | 3 | 1 | 4 | - | - | - | - | 160 | 51 | 43 | 66 | 40.43% | 162 | 189 | -27 |
| 1. 2.                        |                     |                     |     |    |    |    |   |   |   |   |   |   |   |   |   |   |   |   |     |    |    |    |        |     |     |     |

#### Resumen estadístico
| Competición                   | Partidos | Ganados | Empatados | Perdidos | Rendimiento |
| ----------------------------- | -------- | ------- | --------- | -------- | ----------- |
| Torneo Federal A              | 16       | 7       | 3         | 6        | 50%         |
| Primera B Nacional            | 88       | 32      | 24        | 32       | 45.45%      |
| Primera División de Argentina | 1        | 0       | 1         | 0        | 33.33%      |
| Primera División del Perú     | 22       | 5       | 7         | 10       | 33.34%      |
| Primera División de Chile     | 23       | 3       | 7         | 13       | 23.18%      |
| Copa Bicentenario             | 1        | 0       | 1         | 0        | 33.33%      |
| Copa Chile                    | 1        | 1       | 0         | 0        | 100%        |
| Copa Sudamericana             | 8        | 3       | 1         | 4        | 41.67%      |
| TOTAL                         | 160      | 51      | 43        | 66       | 40.43%      |